# Douro (Burkina Faso)
Pour les articles homonymes, voir Douro (homonymie).
Douro est une commune rurale située dans le département de Béréba de la province de Tuy dans la région des Hauts-Bassins au Burkina Faso.

## Géographie
Douro se trouve à 10 km à l'ouest de Béréba sur la route menant à Sara et à la route nationale 7.

## Santé et éducation
Le centre de soins le plus proche de Douro est le centre de santé et de promotion sociale (CSPS) de Béréba.